# Liste der Baudenkmäler in Sielsdorf
Die Liste der Baudenkmäler in Sielsdorf enthält die denkmalgeschützten Bauwerke auf dem Gebiet von Hürth-Sielsdorf in Nordrhein-Westfalen (Stand: März 2018). Diese Baudenkmäler sind in der Denkmalliste der Stadt Hürth eingetragen; Grundlage für die Aufnahme ist das Denkmalschutzgesetz Nordrhein-Westfalen (DSchG NRW).

## Baudenkmäler
Die Liste der Baudenkmäler enthält Sakralbauten, Wohn- und Fachwerkhäuser, historische Gutshöfe und Adelsbauten, Industrieanlagen, Wegekreuze und andere Kleindenkmäler sowie Grabmale und Grabstätten, die eine besondere Bedeutung für die Geschichte Hürths haben.
Hinweis: Die Reihenfolge der Denkmäler in dieser Liste entspricht der offiziellen Liste und ist nach laufender Nummer, Name (Bezeichnung), Stadtteil und Adresse (Straße) sortierbar.
| Bild           | Bezeichnung                   | Lage                        | Beschreibung | Bauzeit | Eingetragen seit | Denkmal- nummer |
| -------------- | ----------------------------- | --------------------------- | ------------ | ------- | ---------------- | --------------- |
| weitere Bilder | Bildstock Sielsdorfer Fußfall | Dorfstraße / Frühlingstraße |              | 1850    |                  | 35              |
| weitere Bilder | Fachwerkhaus                  | Dorfstraße 35               |              |         |                  | 76              |
| Ehrenmal       | Ehrenmal                      | Dorfstraße                  |              |         |                  | 85              |

## Belege
1. 1 2  Denkmalliste auf der Website der Stadt Hürth (PDF)